# Niwa Nagatsugu
Niwa Nagatsugu (丹羽長次?  27 de octubre de 1643 - 2 de agosto de 1698) fue el segundo daimio Niwa del dominio de Nihonmatsu y el tercer jefe hereditario del clan Niwa. Su título de cortesía era Saikyō-no-daifu, su rango en la corte era Cuarto Rango Menor, Grado Inferior. Era el hijo mayor de Niwa Mitsushige. Fue recibido en una audiencia formal por el shōgun Tokugawa Ietsuna en 1653. Se convirtió en daimio en 1679 tras la jubilación de su padre. No compartía el amor de su padre por las artes ni por el confucianismo. Su mandato transcurrió en gran parte sin incidentes. En 1692, recibió el título honorario de la corte de chambelán (Jijū) poco antes de su muerte. Como no tuvo hijos, el dominio pasó a su hermano menor.

## Biografía
Fue el primer hijo de Niwa Mitsushige, el primer daimio del dominio de Nihonmatsu. Su madre fue la hija de Andō Shigenaga. Su esposa oficial fue Yukihime, hija de Hachisuka Mitsutaka.
El 15 de marzo de 1653 tuvo una audiencia formal con el shōgun Tokugawa Ietsuna. En el primer año de la era Manji (1658), el 27 de diciembre, le fue dado el rango en la corte de Quinto Rango Menor, Grado Inferior. El 26 de diciembre de 1675 fue ascendido a Cuarto Rango Menor, Grado Inferior. El 7 de abril de 1679 sucedió a su padre debido a la retirada de este. El 18 de diciembre de 1692, fue nombrado samurái. Murió en el año 11 de la era Genroku (1698), al no haber tenido hijos, su hermano menor Nagayuki lo sucedió.